# Jekyll (serial telewizyjny)
Jekyll (2007) – brytyjski serial sensacyjny w reżyserii Douglasa Mackinnona i Matta Lipseya. Wyprodukowany przez Hartswood Films, Stagescreen Productions i BBC America.
Jego światowa premiera odbyła się 16 czerwca 2007 roku na kanale BBC One. Ostatni odcinek został wyemitowany 28 lipca 2007 roku. W Polsce serial nadawany był na kanale TVP1.

## Obsada
- James Nesbitt jako doktor Tom Jackman / pan Hyde / doktor Jekyll
- Gina Bellman jako Claire Jackman
- Denis Lawson jako Peter Syme
- Michelle Ryan jako Katherine Reimer
- Meera Syal jako Miranda Callendar
- Paterson Joseph jako Benjamin
- Linda Marlowe jako pani Utterson / Sophia
- Fenella Woolgar jako Min
- Andrew Byrne jako Eddie Jackman
- Christopher Day jako Harry Jackman

i inni